# Mouvement démocratie nouvelle
 (mai 2018).
Si vous disposez d'ouvrages ou d'articles de référence ou si vous connaissez des sites web de qualité traitant du thème abordé ici, merci de compléter l'article en donnant les références utiles à sa vérifiabilité et en les liant à la section « Notes et références ».
 (janvier 2023).
Le Mouvement Démocratie Nouvelle (MDN, anciennement le Mouvement pour une démocratie nouvelle) est une association québécoise.
Depuis plus de 20 ans, le MDN milite pour la réforme du mode de scrutin au Québec. Il œuvre à rassembler les partis politiques et les différentes composantes de la société civile autour de la nécessité d’introduire plus de proportionnalité dans notre mode de scrutin, de manière que la composition de l’Assemblée nationale soit plus représentative du vote exprimé. La bonification puis l’adoption du projet de loi 39 permettra de franchir cette ultime étape.
Créé en 1999 à l’initiative de la communauté afin que la question du mode de scrutin ne dépende plus exclusivement des décisions des partis politiques, le MDN a permis d’ouvrir un débat public et a grandement favorisé la participation de la population à celui-ci. Le MDN regroupe des organisations ainsi que des citoyennes et des citoyens de toutes allégeances, qui s’unissent pour défendre le droit à une représentation juste et équitable. En tant qu’organisme communautaire autonome et non partisan, le MDN s’allie aux mouvements sociaux québécois ainsi qu’aux organisations réformistes canadiennes et québécoises.
Il réalise des consultations publiques, des campagnes d’éducation populaire et de mobilisation et fait pression sur les pouvoirs politiques. Il propose des analyses qui permettent à la population de saisir l’importance de remplacer le mode de scrutin majoritaire par un système produisant des résultats proportionnels. En 2011, il a mené la campagne Solution démocratique. Depuis 2016, il pilote la campagne Chaque voix compte qui a conduit à une entente trans-partisane signée le 9 mai 2018 par quatre des cinq principaux partis politiques au Québec (le Parti québécois, la Coalition avenir Québec, Québec solidaire et le Parti vert). Un projet de loi, le Projet de loi 39, "Loi établissant un nouveau mode de scrutin" a été déposé à l'Assemblée nationale le 25 septembre 2019.